# Terrier-Rouge
Terrier-Rouge este o comună din arondismentul Trou-du-Nord, departamentul Nord-Est, Haiti, cu o suprafață de 171,22 km2 și o populație de 27.577 locuitori (2009).